# Eisenbahnunfall von Vigerslev

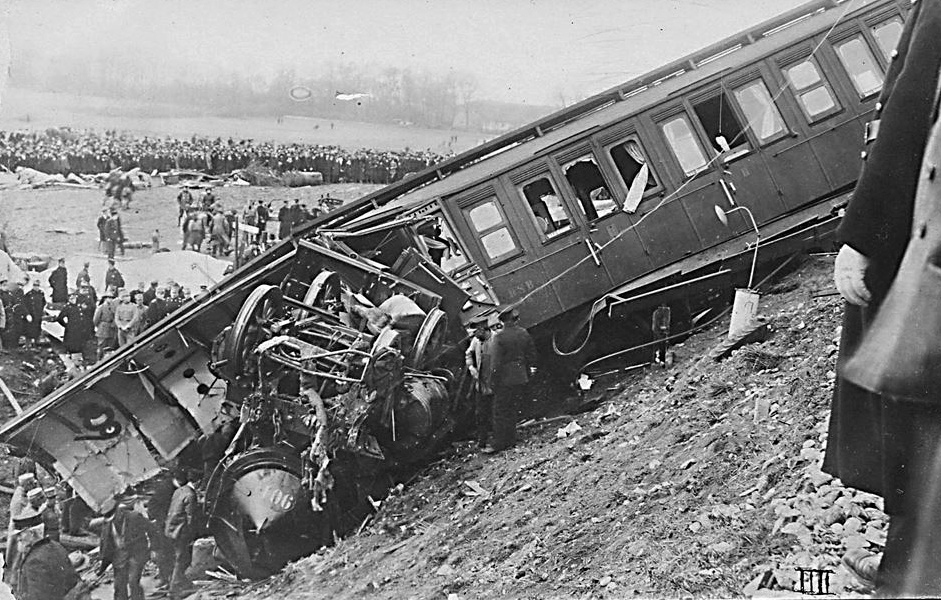
Eisenbahnunglück Vigerslev
1. November 1919

Der Eisenbahnunfall von Vigerslev war ein Auffahrunfall und ereignete sich am 1. November 1919, einem Samstag, in Vigerslev, Dänemark. 40 Menschen starben. Es ist der schwerste Eisenbahnunfall in der Geschichte Dänemarks.

## Ausgangslage

### Geografische Lage
Vigerslev ist heute ein Ortsteil des westlichen Stadtteils Valby von Kopenhagen. Der Bahnhof, der damals den Namen „Vigerslev“ trug und der dem Unfall seinen Namen gab, trägt heute den Namen „Hvidovre“ und ist ein Halt im Kopenhagener S-Bahn-Netz. Die Unfallstelle selbst, die westlich des Bahnhofs lag, befand sich im Bereich des heutigen S-Bahn-Halts „Rødovre“. Das war damals Acker- und Gartenland außerhalb des bebauten Siedlungsbereichs.

### Die Züge
Der Zug Nr. 168 von Kalundborg nach Kopenhagen Hauptbahnhof war an diesem Abend wegen der starken Auslastung der Strecke mit einer Verspätung von etwa 15 Minuten unterwegs. Der Zug führte 11 Wagen. Am Schluss des Zuges liefen die stark besetzten Personenwagen 3. Klasse, alle mit Holzaufbau.
Dem Zug Nr. 168 folgte ein Sonderzug, der Feuerwehrausrüstung nach Køge transportierte, wo sie zur Bekämpfung eines Großbrandes dringend benötigt wurde. Diesem Sonderzug folgte ein zusätzlich eingeschobener Schnellzug, Nr. 8064, von Korsør, ebenfalls nach Kopenhagen Hauptbahnhof. Dieser wurde von der Schnellzuglokomotive P 904, 1907/08 bei Hanomag in Hannover gebaut und bis zu 120 km/h schnell, gezogen. Der Lokomotive des Schnellzugs folgte ein zweiachsiger Postwagen, ein vierachsiger Gepäckwagen und eine Reihe vierachsiger Personenwagen.

## Unfallhergang
Der Zug Nr. 168 hielt – entgegen dem Fahrplan – gegen 20:50 Uhr, kurz nach dem Durchfahren des Bahnhofs von Vigerslev, an. Wie sich herausstellte, hatte ein achtjähriger Junge während der Fahrt die Außentür eines Abteilwagens geöffnet, war hinausgefallen und ein Mitreisender hatte die Notbremse gezogen. Der Zug musste nun zurücksetzen, um den Jungen zu finden. Der Fahrdienstleiter entschied aber, dass der Zug mit der Feuerwehrausrüstung Priorität habe, signalisierte diesem „Fahrt frei“, ließ den liegengebliebenen Zug Nr. 168 im Bahnhof stehen und sagte dessen Lokomotivführer, dass er, sobald der Zug mit der Feuerwehrausrüstung in den Bahnhof eingefahren sei, zurücksetzen und nach dem abgestürzten Jungen suchen sollte. Nachdem der Zug mit der Feuerwehrausrüstung in den Bahnhof eingefahren war, setzte Zug Nr. 168 über das Einfahrsignal des Bahnhofs zurück in das Streckengleis in Richtung Bahnhof Brøndbyøster. Der Fahrdienstleiter dachte in diesem Moment nur an den Zug mit der Feuerwehrausrüstung und blockte zum Bahnhof Brøndbyøster zurück, bemerkte aber sehr schnell den Fehler. Er versuchte sofort den Bahnhof Brøndbyøster zu erreichen, was aber zunächst nicht gelang, da der dortige Fahrdienstleiter die Durchfahrt des Schnellzugs beobachtete. Nachdem der Fahrdienstleiter in Vigerslev mit dem in Brøndbyøster telefoniert und die Gefahr erkannt hatte, schnappte er sich eine rote Signal-Laterne, rannte zum Lokführer des Zuges Nr. 168 und befahl ihm sofort loszufahren. Der Lokomotivführer des Zuges Nr. 168 tat das auch, allerdings beschleunigen Dampflokomotiven verhältnismäßig langsam. Der Zug Nr. 168 hatte etwa 130 Meter vor dem Einfahrsignal des Bahnhofs Vigerslev in Richtung Brøndbyøster gestanden. Der verunglückte Junge war neben der Strecke gefunden worden. Er lebte, hatte sich aber beide Beine gebrochen. Der Fahrdienstleiter von Vigerslev rannte weiter in Richtung Brøndbyøster, um den Schnellzug mit dem roten Warnlicht anzuhalten. Aber der Schnellzug näherte sich bereits.

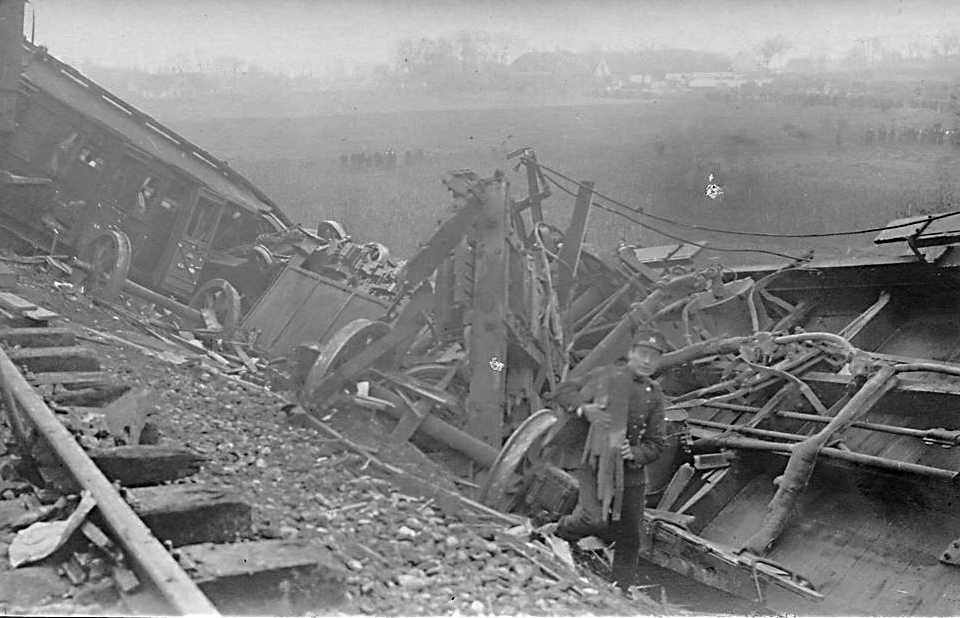
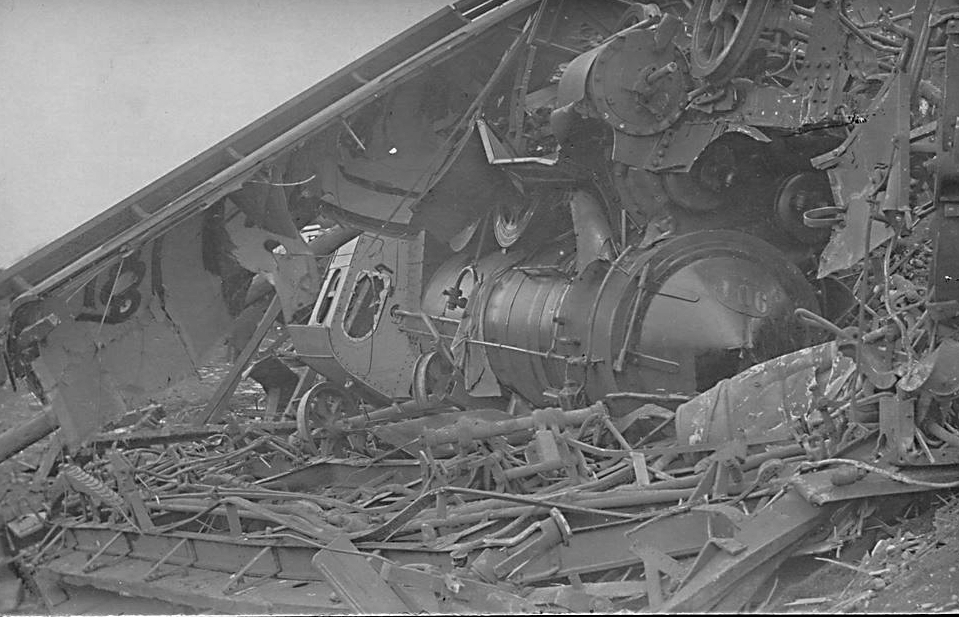
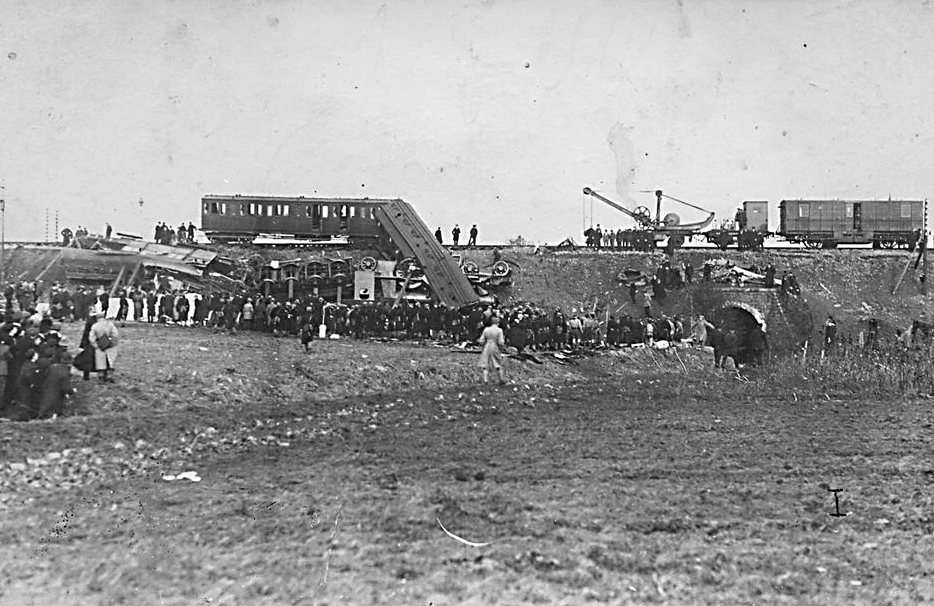

Obwohl das „Halt“ zeigende Einfahrsignal für den Lokomotivführer des Schnellzugs Nr. 8064 erkennbar war, ebenso wie die rote Zugschlussleuchte des Zuges Nr. 168 und der Fahrdienstleiter mit einer rot leuchtenden Signallampe auf den Schnellzug zu lief, bremste dessen Lokomotivführer nicht, wie die Reisenden in dem Zug später bezeugten. Mit voller Streckengeschwindigkeit fuhr der Schnellzug Nr. 8064 auf den nur langsam anfahrenden Zug Nr. 168 um 21:01 Uhr auf. Die letzten fünf Wagen des Zuges wurden vollständig zertrümmert, hier starben 30 Reisende. Die Reste der Wagen stürzten zum Teil eine 8 Meter hohe Böschung hinunter. Auf den übrigen Trümmern kamen die Schnellzuglokomotive und die drei vorderen Wagen ihres Zuges schwer beschädigt zum Stehen. In den Wagen des Schnellzugs starben 8 Reisende. Lokomotivführer und Heizer der Schnellzuglokomotive wurden durch aus dem Kessel austretendes Wasser so stark verbrüht, dass sie noch an der Unfallstelle starben.

## Folgen
Insgesamt starben 40 Menschen, 58 wurden darüber hinaus verletzt, 27 davon schwer. Nach der Zahl der Opfer war das der schwerste Eisenbahnunfall in Dänemark. Der Sachschaden betrug 1,2 Mio. Dänische Kronen. Da der Unfall außerhalb des Bahnhofs geschah, war die Unfallstelle unbeleuchtet, was die Bergungsarbeiten sehr erschwerte. Lange Zeit war die einzige Beleuchtung, die dafür zur Verfügung stand, das Spitzensignal der Lokomotive des Feuerwehr-Gerätezuges, die dafür an die Unfallstelle gefahren wurde. Der Fahrdienstleiter wurde 1920 zu zwei Monaten Gefängnis verurteilt. Die Schnellzuglokomotive P 904 konnte wieder repariert werden, wurde 1943 in PR 904 umbezeichnet, erlitt bei einem Frontalzusammenstoß mit einer anderen Lokomotive 1951 Totalschaden und wurde anschließend ausgemustert. Ein Treibradsatz der Lokomotive ist heute auf dem Freigelände des Forstadsmuseet in Brøndbyøster ausgestellt.